# Preonzo
Preonzo est une localité et une ancienne commune suisse du canton du Tessin, située dans le district de Bellinzone.
Le 2 avril 2017, elle est rattachée à la commune de Bellinzone.

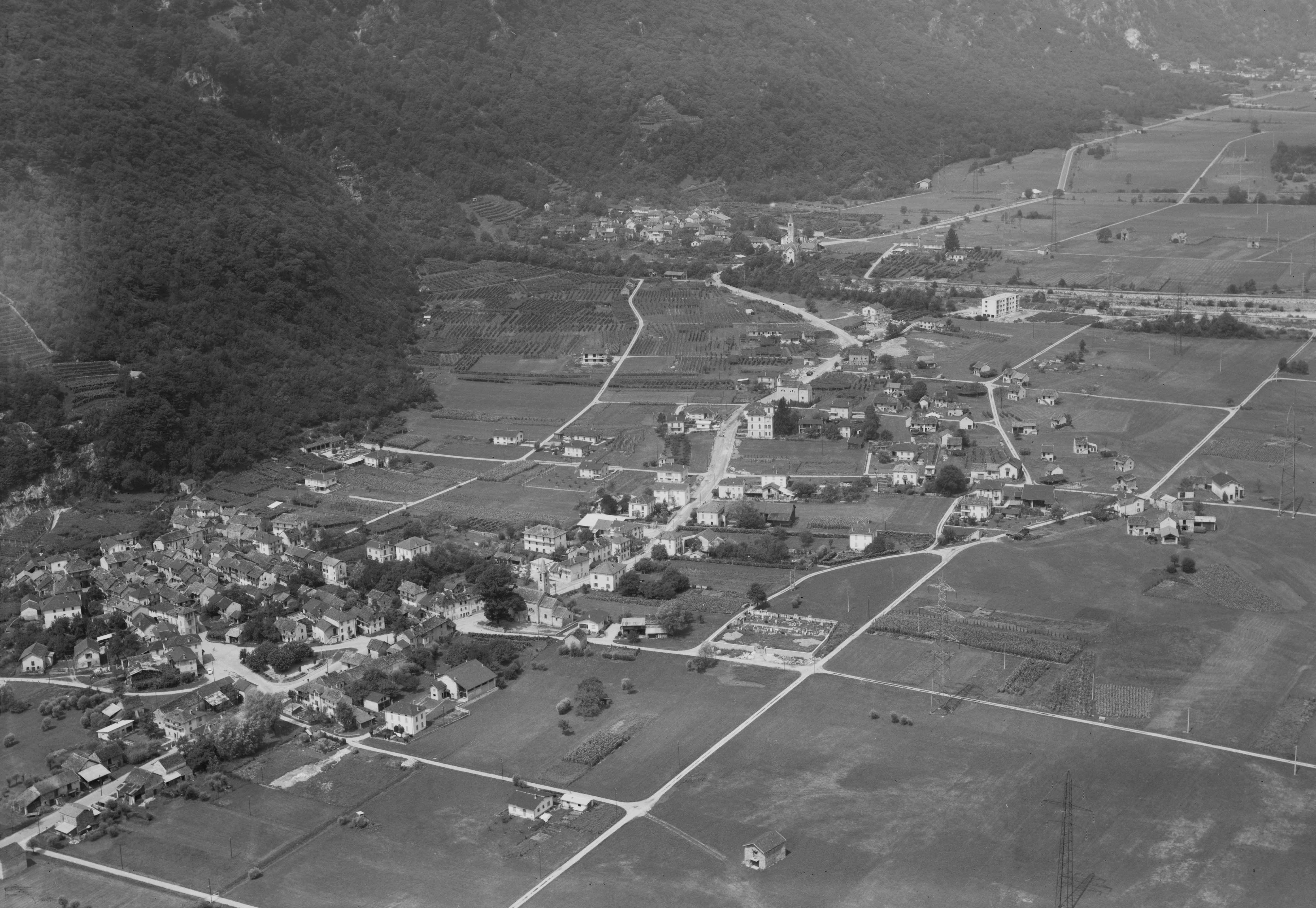
Photo aérienne (1964)

## Monuments et curiosités
- L'église paroissiale Santi Simone e Giuda est un édifice d'origine médiévale qui a été rénové en 1533 puis transformé au XVIIe siècle. D'autres rénovations ont été faites au cours du XXe siècle[1]. Son clocher est en partie roman. Sur sa façade subsistent des restes de fresques datées de 1627. Dans le chœur et les chapelles latérales, intéressants stucs et fresques du XVIIe siècle, maître-autel de 1662[3].